# Psyche (Psychidae)
Fumaria, Fumea, Phyche, Saccofera, Saccophora, Masonia
Pour les articles homonymes, voir Psyche.
Genre
Synonymes
- Fumaria Haworth, 1811
- Fumea Haworth, 1812
- Phyche Bechstein, 1818
- Saccofera Sodoffsky, 1837
- Saccophora Agassiz, 1847
- Masonia Tutt, 1900

Psyche est un genre d'insectes lépidoptères (papillons) de la famille des Psychidae.

## Classification
Le genre Psyche a été créé en 1801 par le naturaliste allemand Franz von Paula Schrank (1747-1835),,

### Synonymes
Ce genre a plusieurs synonymes :
- Fumaria Haworth, 1811
- Fumea Haworth, 1812
- Phyche Bechstein, 1818
- Saccofera Sodoffsky, 1837
- Saccophora Agassiz, 1847
- Masonia Tutt, 1900

## Liste d'espèces
Selon Catalogue of Life (11 juillet 2025) :
- Psyche baikalensis (Raigorodskaya, 1965)
- Psyche casta (Pallas, 1767)
- Psyche crassiorella Bruand, 1850
- Psyche dyaulensis Sobczyk, 2011
- Psyche fatalis (Meyrick, 1926)
- Psyche flavicapitella (Romieux, 1937)
- Psyche ghilarovi (Solyanikov, 1991)
- Psyche hedini (Caradja, 1935)
- Psyche hissarica (Solyanikov, 1993)
- Psyche kunashirica Solyanikov, 2000
- Psyche libanotica (Zerny, 1933)
- Psyche limulus (Rogenhofer, 1889)
- Psyche luticoma (Meyrick, 1918)
- Psyche obscurata (Meyrick, 1917)
- Psyche ominosa (Meyrick, 1918)
- Psyche pinicola (Meyrick, 1937)
- Psyche pyrenaea (Bourgogne, 1961)
- Psyche rassei (Sieder, 1975)
- Psyche samoana (Tams, 1935)
- Psyche semnodryas (Meyrick, 1922)
- Psyche servicula (Meyrick, 1917)
- Psyche syriaca (Rebel, 1917)
- Psyche trimenii (Heylaerts, 1891)
- Psyche yeongwolensis Roh, Banasiak & Byun, 2015

## Espèces périmées
- Psyche assamica Watt, 1898
- Psyche breviserrata (Sieder, 1963)
- Psyche careyi Macalister, 1870
- Psyche chilensis Philippi, 1860
- Psyche danieli (Sieder, 1958)
- Psyche luteipalpis Walker, 1870
- Psyche nigrimanus (Walker, 1870)
- Psyche niphonica (Hori, 1926)
- Psyche norvegica (Heylaerts, 1882)
- Psyche plumifera Ochsenheimer, 1810
- Psyche takahashii Sonan, 1935
- Psyche ussuriensis (Kozhanchikov, 1956)

### Publication originale
- (de) F. v. P. Schrank, Fauna Boica, Durchgedachte Geschichte der in Baiern Einheimischen und Zahmen Thiere, Zweyter Band, Erste Abtheilung, 1801, 1-374 p.